# أفرات

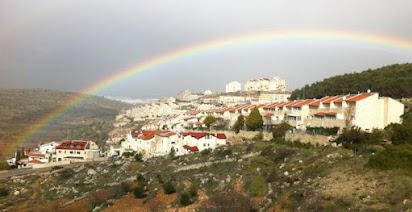
افرات عام 2012

مستوطنة افرات (بالعبرية: אפרת) هي مستوطنة إسرائيلية أنشئت في عام 1983 وكذلك المجلس المحلي في جبال يهودا في الضفة الغربية. وتقع افرات على بعد 12 كيلومتر إلى الجنوب من القدس، بين بيت لحم والخليل، و 6.5 كيلومترا إلى الشرق من الخط الأخضر، داخل الجدار العازل. و 5 كم جنوب بلدة الخضر. وترتفع 960 مترا فوق سطح البحر وتغطي حوالي 6,000 دونم. ويعتبر المجتمع الدولي المستوطنات الإسرائيلية في الضفة الغربية غير قانونية بموجب القانون الدولي.
يبلغ عدد سكان افرات 7,685 نسمة في عام 2011، على الرغم من أنها تقع جغرافيا ضمن غوش عتصيون ("غوش عصيون")، لكن افرات مستقلة عن المجلس الإقليمي غوش عتصيون. منذ نوفمبر 2008.